# Asparuh Nikodimov
Asparuh Nikodimov   (Sofia, 21 d'agost de 1945) fou un futbolista búlgar de les dècades de 1960 i 1970.
Fou 25 cops internacional amb la selecció búlgara amb la qual participà a la Copa del Món de Futbol de 1970 i a la Copa del Món de Futbol de 1974.
Pel que fa a clubs, defensà els colors de CSKA Sofia.
Com a entrenador destacà a CSKA Sofia el 1979, guiant-los a quatre títols de lliga consecutius.
- 1979–1983 CSKA Sofia
- 1989–1990 ES Sahel
- 1991–1992 CSKA Sofia
- 1994–1995 Dunav Ruse
- 1995–1996 Metalurg Pernik
- 1997–1999 PFC Velbazhd Kyustendil
- 2000 Omonia
- 2001 CSKA Sofia
- 2003–2004 Beroe Stara Zagora